# Gamaster vallatum
Gamaster vallatum är en sjöpungsart som beskrevs av Monniot 1978. Gamaster vallatum ingår i släktet Gamaster och familjen kulsjöpungar. Inga underarter finns listade i Catalogue of Life.